# Nassenfels
Nassenfels ist ein Markt im oberbayerischen Landkreis Eichstätt.

## Geografie
Der Ort liegt rund 15 Kilometer westlich von Ingolstadt, 9 km nördlich von Neuburg und 13 Kilometer südlich von Eichstätt im Schuttertal am Rande des Naturpark Altmühltal.

### Gliederung
Die Gemeinde besteht aus drei Gemarkungen und hat acht Gemeindeteile (in Klammern ist der Siedlungstyp angegeben):
- Gemarkung Nassenfels: Nassenfels (Hauptort), Speckmühle (Weiler) und Aumühle (Einöde)
- Gemarkung Meilenhofen: Meilenhofen (Pfarrdorf), Sächenfartmühle (Einöde) und Zell an der Speck (Kirchdorf)
- Gemarkung Wolkertshofen: Wolkertshofen (Kirchdorf) und Wolkertshofermühle (Einöde)

### Nachbarorte und -gemeinden
| Biesenhard (Wellheim)                              | Möckenlohe (Adelschlag)                     |                          |
|                                                    | Kompassrose, die auf Nachbargemeinden zeigt | Buxheim                  |
| Bergen (Neuburg an der Donau) Attenfeld (Bergheim) | Egweil                                      | Pettenhofen (Ingolstadt) |

## Geschichte

### Bis zum 19. Jahrhundert
Der Nassenfelser Raum wurde bereits von den Menschen der Steinzeit aufgesucht. Auf dem Juraplateau des Speckbergs bei Nassenfels wurde ab 1963 die größte paläolithische Freilandstation Süddeutschlands ergraben. Während der durch die Archäologin Anneli O’Neill geleiteten Untersuchung einer 3000 Quadratmeter großen Fläche auf der Flur „Maueräcker“ kamen im Herbst 2010 neben den erwarteten zivilen nachkastellzeitlichen Befunden aus dem frühen 2. bis 3. Jahrhundert n. Chr. auch eisenzeitliche Grubenhäuser sowie zwei Gräber aus der Glockenbecherzeit zu Tage. Zu deren Ausstattung gehörte eine steinerne Armschutzplatte, Silexpfeilspitzen sowie sorgfältig gearbeitete Keramik.
Der Ort geht auf das von den Römern um 90 n. Chr. gegründete Erdkastell Nassenfels in der Provinz Raetien zurück. Mit dieser Gründung entstand auch das dazugehörige zivile Lagerdorf, der Vicus. Das Holz-Erde-Lager wurde bereits spätestens zu Beginn des 2. Jahrhunderts wieder aufgelassen, einplaniert und zur zivilen Bebauung freigegeben. Aus dem Lagerdorf entwickelte sich der regional bedeutende Wirtschaftsstandort Vicus Scuttarensium an der Kreuzung zweier Handelsstraßen, welche zum einen die Germania magna über die Donausüdstraße hinweg mit der raetischen Provinzhauptstadt Augsburg verband und zum anderen bedeutende Grenzorte entlang des Raetischen Limes bediente. Der Name „Scuttarensium“ wurde von dem noch im Frühmittelalter überlieferten lateinischen Namen des nahe dem Kastell vorbeifließenden Flüsschens Schutter – Scutara – abgeleitet, der wohl keltischen Ursprungs ist. Die Blüte des Vicus belegt unter anderem eine große Zahl von Steindenkmälern aus dem 2. und 3. Jahrhundert.
Nach den Alamamanneneinfällen und dem Limesfall bis 259/260 n. Chr. verödete das von den Römern verlassene Handels- und Handwerkstädtchen. In frühmittelalterlicher Zeit kam es zu Neuansiedlungen in den Randzonen der römischen Baureste. So wurden 2013 beim Bau des Wertstoffhofs unter anderem zwölf Grubenhäuser aus der Karolingerzeit freigelegt. In den Trümmern einer ehemals bedeutenden römischen Villa am anderen Ortsende in der Flur Krautgartenfeld begann die Wiederbesiedlung ab dem 7. Jahrhundert. Dabei wurden innerhalb der antiken Gebäudereste unter anderem Grubenhäuser und Brunnen errichtet. Weitere Ausgrabungen im Krautgartenfeld erbrachten eine rund sieben auf zwölf Meter große frühmittelalterliche Kirche. Dazu gab es Nebengebäude und einen Friedhof. Im 10. Jahrhundert brach die Besiedlung dieses Orts bis in die Gegenwart ab. Unter dem im 11./12. Jahrhundert errichteten Vorgängerbau der 1726 barock umgestalteten Nikolauskapelle, wohl der früheren Pfarrkirche, fanden sich drei merowingische Bestattungen.
Der heutige Ortsname wurde von der Burg Nassenfels übernommen und taucht erstmals in einer Urkunde von 1189 auf; die Anfänge der Burg reichen aber ins 11. Jahrhundert zurück. Bis ca. 1300 war die Burg im Besitz des Ortsadels als eichstättische Ministerialen. Danach saßen hier bischöfliche Pfleger und Kastner adeliger Herkunft, die den südlichsten Amtssprengel des Hochstifts Eichstätt bis zur Amtsentpflichtung 1802 im Zuge der Säkularisation verwalteten.
Nachdem von 1804 bis 1806 ein kurfürstlich salzburgisches Rentamt eingerichtet gewesen war, verkaufte danach der bayerische Staat als neuer Besitzer die Burg an Privatleute und besiegelte damit deren Niedergang. Jahrzehntelang diente sie einschließlich der 1808 profanierten Burgkapelle St. Wolfgang als „Steinbruch“. 1834 wohnten im Burgarael zwölf Familien in neun Häusern, davon drei Familien im ansonsten landwirtschaftlich genutzten stattlichen Kastenhaus, das 1932 infolge Blitzschlags abbrannte.

### 20. und 21. Jahrhundert
1976 und noch einmal 1983 wurden aus der Luft Gebäude einer großdimensionierten „Villa rustica“ am westlichen Ortsrand von Nassenfels entdeckt und später ausgegraben; das Areal mit Haupt- und zwei Nebengebäuden war von 80 Zentimetern dicken, noch bis zu einem Meter hohen, in Zwei-Schalen-Technik ausgeführten Bruchsteinmauern von über 1000 Meter Länge umgeben. In ihrer Dimension hebt sich die Nassenfelser Anlage, um 200 n. Chr. errichtet, deutlich von anderen römischen Landvillen ab.
Gegen Ende des Zweiten Weltkrieges kam es noch am 25. April 1945 in Zell an der Speck zu Kampfhandlungen. Der dortige Soldatenfriedhof erinnert an den Tod von 18 deutschen und eines US-Soldaten.

### Eingemeindungen
Im Zuge der Gebietsreform in Bayern wurden am 1. April 1971 die Gemeinden Meilenhofen und Wolkertshofen eingegliedert.

### Einwohnerentwicklung
Zwischen 1988 und 2018 wuchs der Markt von 1403 auf 2220 um 817 Einwohner bzw. um 58,2 %.

## Politik

### Marktgemeinderat
Durch das Überschreiten der Marke von 2000 Einwohnern hat der Marktgemeinderat erstmals 14 Mitglieder, die bei der Kommunalwahl am 15. März 2020 gewählt wurden. Von den zwei zusätzlichen Sitzen im Marktgemeinderat konnte jeder der beiden Wahlvorschläge ein Mandat dazu gewinnen. Das Wahlergebnis ist:
- CSU und Freie Wähler: 9 Sitze (61,81 %)
- Die Bürgerliste (DBL): 5 Sitze (38,19 %).

Die Wahlbeteiligung betrug 77,59 %.

### Bürgermeister
Bürgermeister ist seit dem 1. Mai 2014 Thomas Hollinger als Kandidat von CSU und Freie Wähler; dieser wurde am 15. März 2020, erneut als Bewerber beider Wahlvorschlagsträger, mit 71,44 % der Stimmen für weitere sechs Jahre im Amt bestätigt. Zuvor waren Andreas Husterer (1996–2014) und Peter Hecker langjährige Bürgermeister.

### Verwaltung
Die Gemeinde ist Sitz der gleichnamigen Verwaltungsgemeinschaft, deren Mitglied die Gemeinde ist.

### Gemeindepartnerschaften
Partnerstädte von Nassenfels sind Fladungen im unterfränkischen Landkreis Rhön-Grabfeld und Anina in Rumänien.

### Wappen
| Wappen von Nassenfels | Blasonierung: „Über silbernen Wellen in Gold nebeneinander drei rote Felsen, deren mittlerer mit einem aufrechten, wachsenden silbernen Bischofsstab belegt ist.“ |
| Wappen von Nassenfels | |

## Kultur und Sehenswürdigkeiten

### Bauwerke

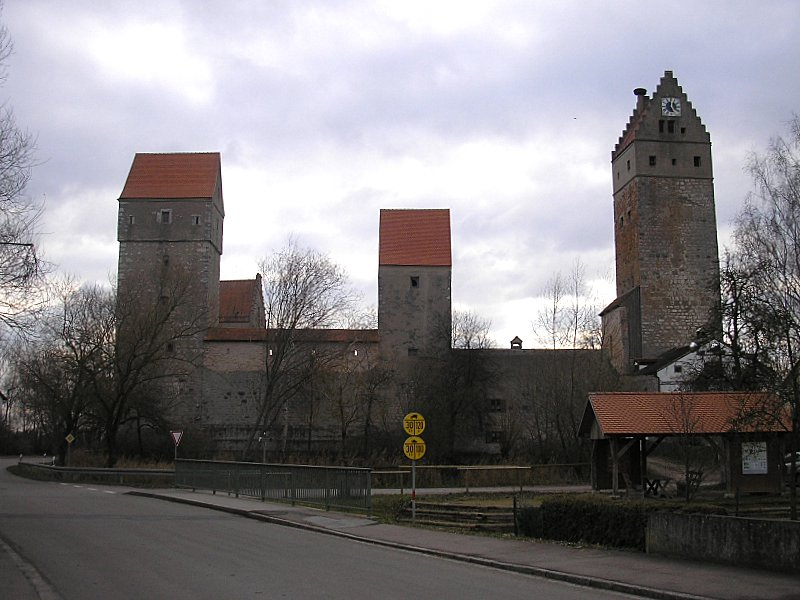
Burg Nassenfels

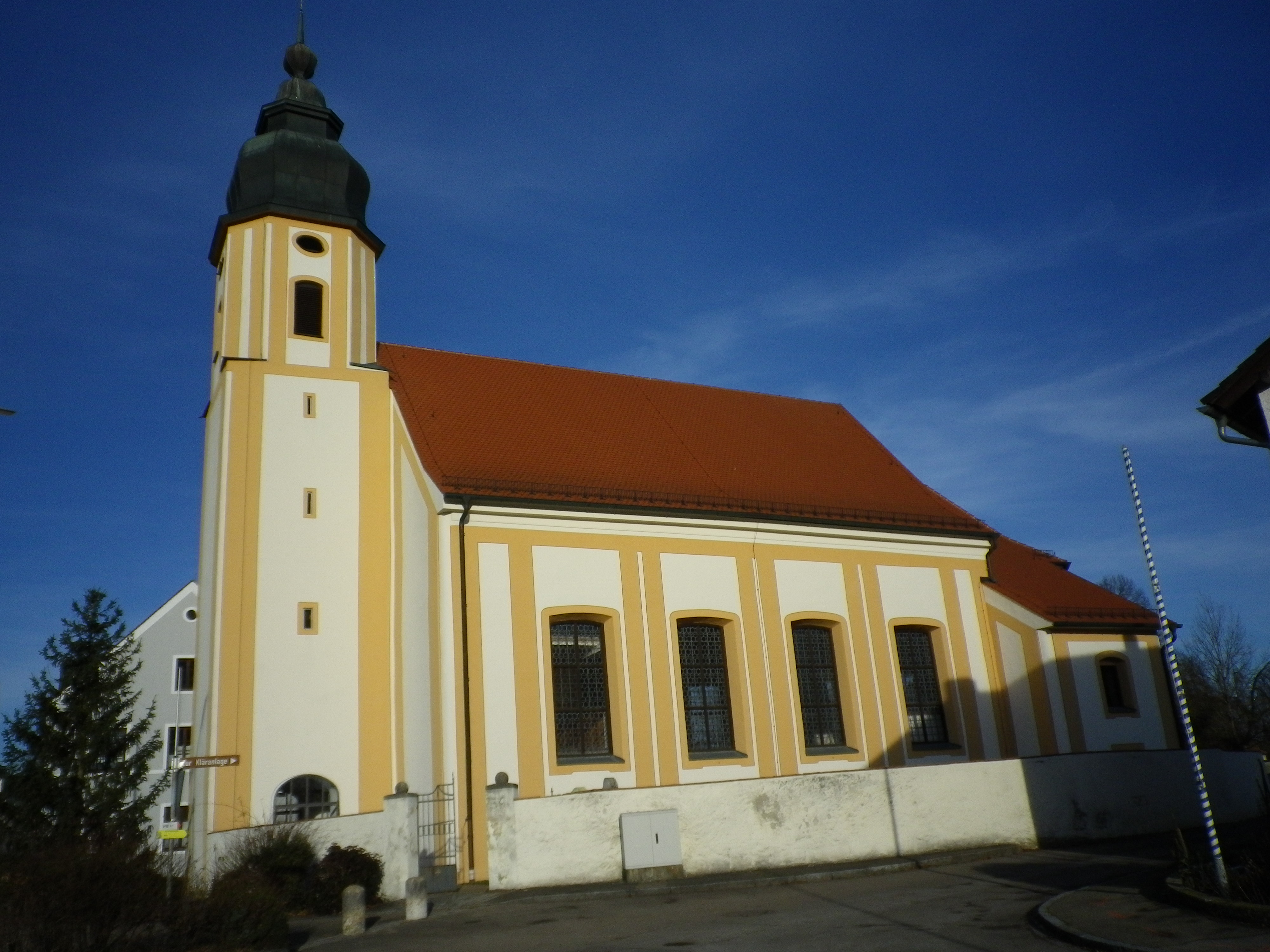
Die Kirche Sankt Nikolaus in Nassenfels

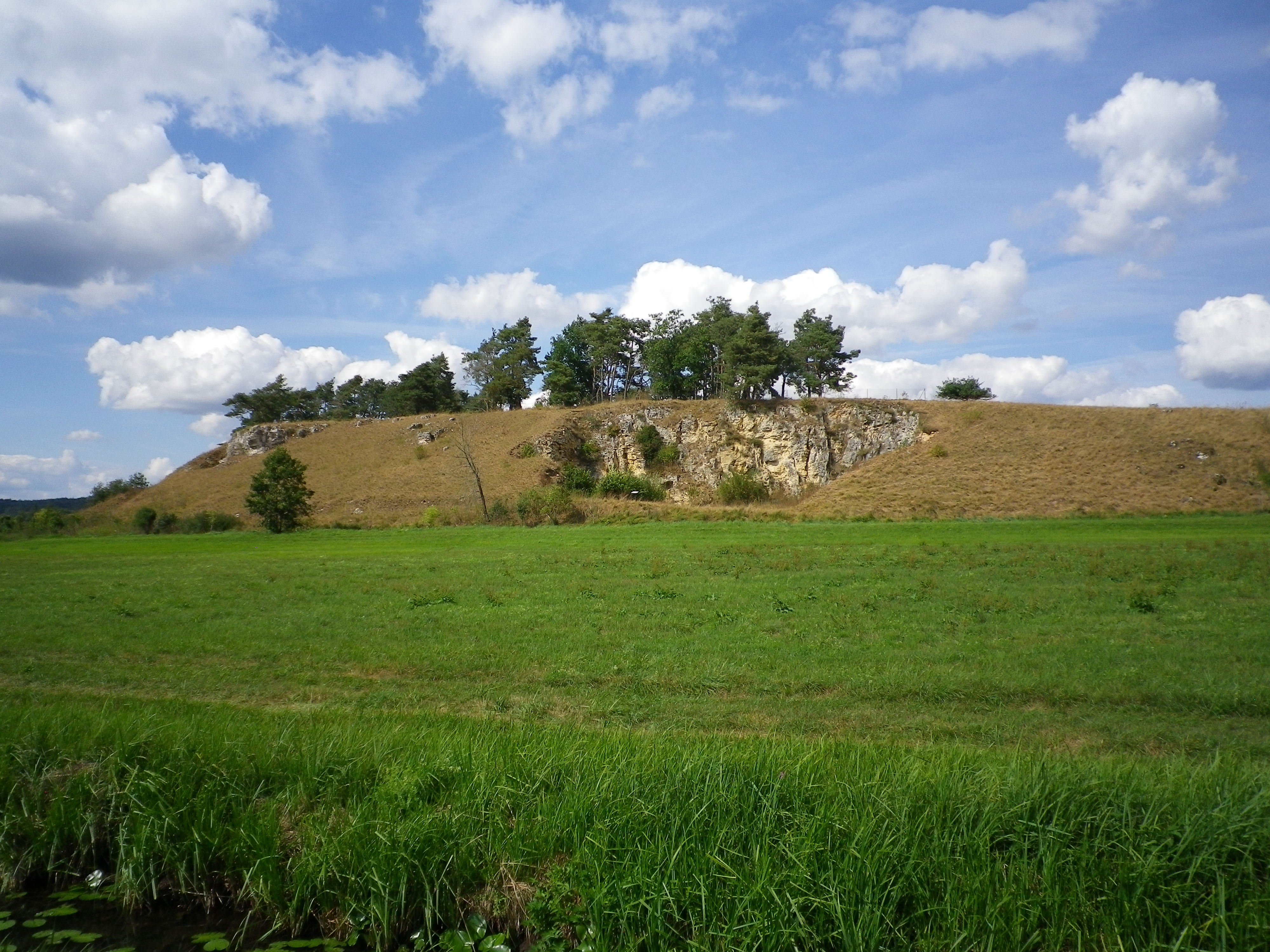
Der Speckberg bei Nassenfels

Wenngleich der Marktflecken eher dörflichen Charakter hat, so besitzt er doch mit der Ruine der gotischen Burg Nassenfels ein eindrucksvolles Wahrzeichen. Dieses, auf einem jurazeitlichen Korallenriff, präsentiert sich aus Resten der mittelalterlichen Burg, drei Türmen mit umlaufenden Wehrmauern, einem mächtigen Bergfried und kleinen Jurahäusern. Seit 2005 finden im Burgareal die „Kulturtage der Burg Nassenfels“ statt.
Auch die barocke Pfarrkirche St. Nikolaus, 1739 von dem Graubündner Gabriel de Gabrieli neu gebaut mit Turm von 1763/64, ist aufgrund ihrer reichhaltigen Ausstattung und ihrer Deckengemälde bemerkenswert. Im Vorraum ist ein römischer Inschriftenstein eingemauert, der den römischen Ortsnamen vicus Scutt(arensis) nennt.
Auch ein Besuch der 1726 neu erbauten Nikolauskapelle mit barocker Ausstattung ist empfehlenswert. Sie liegt nordöstlich des Ortes malerisch zwischen Kastanienbäumen und umgeben von Grün.

### Naturdenkmäler
Am westlich vom Ort gelegenen Speckberg mit Steppenheidelandschaft wurden Funde aus der Altsteinzeit, der Mittel- und der Jungsteinzeit gemacht.
Beim sagenumrankten Gleßbrunnen beim Gemeindeteil Wolkertshofen handelt es sich um vier bis sechs Meter tiefe, mit glasklarem Karstwasser gefüllte Tümpel im Schuttermoos, die sommers wie winters aus großer Tiefe von gleichtemperierten (10 Grad), unter hohem artesischem Druck stehenden Quellen gespeist werden. Das stets hellblau schimmernde Wasser ist von sehr guter Qualität. Auf dem Quellwasser lebt eine seltene Art von Wasserläufern, die Wasserhexen als Relikte der Eiszeit. In dem moorigen Gelände um die Quellen wachsen zum Teil seltene Pflanzen.

### Regelmäßige Veranstaltungen
Jährlich findet eine einwöchige Veranstaltung, die sogenannten Kulturtage, in der Nassenfelser Burg statt.

## Wirtschaft und Infrastruktur

### Tourismus
Am 21. September 2011 bildeten die acht Kommunen Dollnstein, Wellheim, Nassenfels, Egweil, Oberhausen, Burgheim, Rennertshofen und Neuburg an der Donau die ARGE Urdonautal, eine Arbeitsgemeinschaft, deren Zweck in der Förderung und Koordinierung des Tourismus im Urdonautal liegt.

### Verkehr
Nassenfels ist zentral zwischen den drei Städten Ingolstadt, Eichstätt und Neuburg an der Donau gelegen. Eine Staatsstraße und mehrere Kreisstraßen treffen in Nassenfels zusammen. Der Ort ist damit leicht zu erreichen.